# Antoni Kawałko
Antoni Kawałko (ur. 15 lipca 1938 w Majdanie Ruszowskim, zm. 20 maja 2015 w Krakowie) – polski artysta malarz i grafik.

## Życiorys
W 1957 ukończył Państwowe Liceum Sztuk Plastycznych w Zamościu. Studiował na Wydziale Malarstwa i Grafiki Akademii Sztuk Pięknych w Krakowie. Po ukończeniu studiów podjął samodzielną działalność artystyczną, która owocowała szeregiem wystaw, głównie w środowisku artystycznym Krakowa. W latach 60. odbył podróże artystyczne po krajach Dalekiego Wschodu i Australii, m.in. spędził blisko rok w Indonezji, gdzie stworzył wiele obrazów i grafik.
Antoni Kawałko był autorem i współautorem kilkudziesięciu wystaw indywidualnych i zbiorowych, uczestnikiem i laureatem wielu konkursów. Był inspiratorem, organizatorem i uczestnikiem plenerów krajowych i międzynarodowych. Jego prace znajdują się w zbiorach muzealnych w kraju i za granicą. Należał do Związku Polskich Artystów Plastyków i był członkiem Międzynarodowego Stowarzyszenia Sztuk Plastycznych (IAA-AIAP).
W 2008 został uhonorowany przez Prezydenta Miasta Krakowa Odznaką „Honoris Gratia” w uznaniu zasług dla Krakowa i jego mieszkańców.
Od 2005 mieszkał w Nowej Hucie, gdzie otworzył stałą wystawę swojego malarstwa na osiedlu Słonecznym 1.
W 2005 został sekretarzem rady politycznej partii Stronnictwo Polska Racja Stanu. W 2006 reprezentował ją na liście Ligi Polskich Rodzin do rady Krakowa.
Został pochowany na cmentarzu Rakowickim w Krakowie.

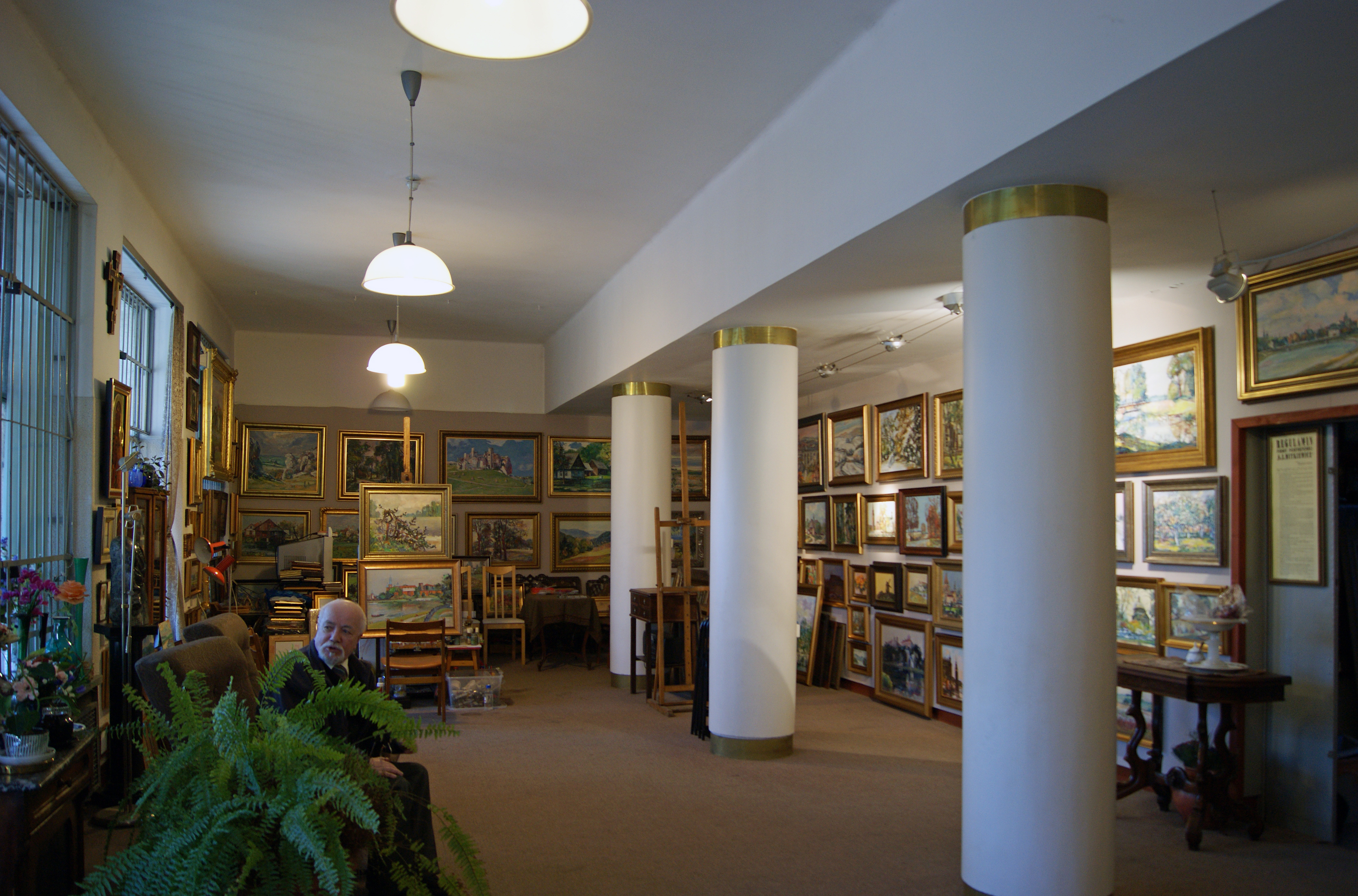
Antoni Kawałko w swojej galerii